# Schloss Oberndorf (Osterhofen)
Das abgegangene Schloss Oberndorf, auch Schloß Oberndorff genannt, befand sich im heutigen Gemeindeteil Oberndorf der niederbayerischen Stadt Osterhofen im  Landkreis Deggendorf. Die Reste der Anlage liegen nördlich der Hofmarkstraße bzw. östlich des Weiherwegs von Oberndorf. Sie wird als Bodendenkmal unter der Aktennummer D-2-7344-0198 im Bayernatlas als „Burgstall des Mittelalters und der frühen Neuzeit (ehem. „Schloss Oberndorf“)“ geführt.

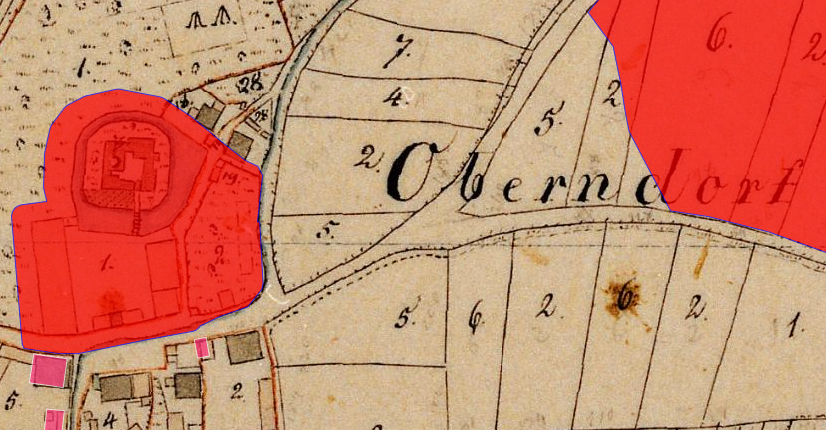
Schloss Oberndorf (Osterhofen) auf dem Urkataster von Bayern

## Beschreibung
Die Reste der Burg- und späteren Schlossanlage liegen am nördlichen Ortsrand von Oberndorf hinter einer ehemaligen Gaststätte. Wie auf dem Urkataster von Bayern ersichtlich ist, war die Anlage von einem Wassergraben umgeben, der zwischen 5 und 15 m breit war. Der Zugang erfolgte von Süden her über eine Brücke. Heute erfolgt der Zugang im Westen über einen Damm. Der Innenraum des Burgplatzes ist leicht gewölbt und besitzt die Ausmaße 33 × 37 m. Die Böschung zum Graben fällt im Süden und Westen um 2 m ab, im Norden um 2,6 m und im Osten um 1,5 m. Nach außen betragen die Grabenböschungen im Süden ca. 1 m, im Westen bis zu 3 m, im Norden 4,5 m und im Osten 1,3 m. Der Südrand des Grabens weist noch einen 0,3 m hohen flachen und breiten Damm auf. Auf der Nordseite setzt sich die äußere Böschungskante des Grabens nach Osten fort und umfasst dabei ein 1,3 m tiefer gelegenes Plateau, auf dem heute ein Hof steht.
Im Dreißigjährigen Krieg wurden 1648 Schloss und Ort durch schwedische Truppen zerstört. In der zweiten Hälfte des 17. Jahrhunderts wurde das Schloss als weitgehender Neubau unter Franz Adam von Amsham zu Galgweis neu errichtet. Sein damaliges Aussehen zeigt die Darstellung von Michael Wening von 1723. Damals bestand das Schloss aus einem turmförmigen, vierstöckigen Palas, der von einem Walmdach gedeckt war. Das Gebäude besaß auf der Südseite einen Erker. Von allen Seiten war der Palas von zweistöckigen Vorgebäuden bzw. Mauern umgeben, die teilweise bis an den Wassergraben reichten. Auf der Ostseite ist ein Turm zu erkennen, außerhalb der Umwehrung liegt die Schlosskapelle. Die Befestigung setzt sich auch landwärts in Form einer Mauer fort, in die ein quadratischer Turm eingebunden ist und die auch weitere Gebäude umschließt, u. a. auch ein vierstöckiges Gebäude mit einem Steildach, eventuell der zum Schloss gehörige Wirtschaftshof.
Das Schloss wurde 1844 abgebrochen und die Schlosskapelle wurde 1856 dem Boden gleichgemacht. Heute ist der Burgplatz weitgehend eingeebnet und begrünt.

## Geschichte
Die Anfänge der Burg sind unbekannt, aber ab spätem 13. Jahrhundert ist hier der Sitz der Ritter von Ysel (oder Yssel). Diese sind hier bis 1601 nachgewiesen. 1609 kommt der Besitz durch Kauf an Maria von Amsham zu Galgweis bzw. an die Herren von Amsham zu Galgweis, diese sind 1689 mit Franz Adam von Amsham zu Galgweis ausgestorben. Danach gelangen Hofmark und Schloss an das Chorherrenstift Ranshofen. Dieses wird 1809 säkularisiert und sein Besitz kommt zum Königreich Bayern. 1816 wird es an Freiherr Adam von Aretin zu Haidenburg verschenkt; dieser kümmert sich kaum um diesen Besitz und das Schloss verfiel. 1844 wird das teils baufällig gewordene Schloss weitgehend abgebrochen. 1848 entzieht das Königreich Bayern der Familie Aretin wegen schlechter Bewirtschaftung den Besitz und Schloss und Hofmark kommen wieder an das Königreich Bayern.